# Сетомль (река)
Сето́мль (укр. Сето́мль) — историческая река города Киева. Река известна по древнерусским летописям 1036, 1046, 1150 годов.

## Описание
Сетомль протекал по заливным лугам на Оболони. Предположительно, был притоком Почайны. По-видимому, Сетомль был крупным водным препятствием, так как после разгрома Ярославом Мудрым в 1036 печенежского войска многие из печенегов в бегстве утонули при переправе через эту реку. В знак победы Ярослав возвёл Софийский собор. В более поздних исторических источниках река не упоминается. Современные исследователи отождествляют Сетомль с Сырцом или Виноградарским коллектором.